# Nachlass von Helmut Kohl
Der Nachlass von Helmut Kohl besteht im Wesentlichen aus handschriftlichen Notizen und Handakten des Politikers Helmut Kohl aus seiner 16-jährigen Amtszeit als Bundeskanzler, seiner Zeit als rheinland-pfälzischer Ministerpräsident und seiner 25-jährigen Amtszeit als CDU-Bundesvorsitzender.

## Nachlass
Helmut Kohl war von 1982 bis 1998 Bundeskanzler. Er starb im Alter von 87 Jahren am 16. Juni 2017 in seinem Haus in Oggersheim, einem Stadtteil von Ludwigshafen.
Bei Helmut Kohls Nachlass handelt es sich um Akten, Aufzeichnungen, Notizen und Papiere aus seiner Amtszeit und seinem politischen Leben. Als schwierig wird vor allem der Umgang mit den Unterlagen aus Kohls 25 Jahre währenden Arbeit als CDU-Vorsitzender gewertet. Hier sei die „Grenzziehung zwischen eher privaten und parteioffiziellen Dokumenten“ besonders heikel, schrieb die Berliner Zeitung.
Helmut Kohls Biograf Heribert Schwan, der Autor der ersten drei Bände der Erinnerungen Kohls, hatte freien Zugang zu verschiedensten Akten. Sie lagerten zum Teil noch lange nach seiner Amtszeit im Kellerbüro in Kohls Bungalow in Oggersheim.
1998 übergab Kohl einen Großteil seiner Handakten dem Archiv der CDU-nahen Konrad-Adenauer-Stiftung in Sankt Augustin. Dabei handelte es sich um ein Konvolut von 400 persönlichen Ordnern. 2010 ließ er einen Großteil seiner Handakten zurückholen. Die offizielle Begründung lautete, er und seine zweite Frau Maike Kohl-Richter benötigten diese, um den vierten Band seiner Erinnerungen fertigstellen zu können. „Aber niemand, der den schwer behinderten Altkanzler bei seinen raren öffentlichen Auftritten in den vergangenen Jahren erlebt hatte, glaubte an diese Version“, schrieb die Berliner Zeitung.
Finanziell hinterließ der Altkanzler ein auf mehrere Millionen Euro geschätztes Vermögen, das sich vor allem aus den Erlösen seiner Buchveröffentlichungen bildete.

## Geschichte und Verfügung
2006 überschrieb Helmut Kohl seiner zweiten Gattin Maike Kohl-Richter die alleinige Entscheidungsbefugnis über seinen historischen Nachlass. Sie verfügt über den Verbleib und die Nutzung der in seinem Besitz befindlichen Akten, Aufzeichnungen, Notizen und Papiere. Kohls Anwalt Holthoff-Pförtner regelt zusammen mit dessen Witwe den Nachlass.
2008 erlitt Helmut Kohl bei einem Kellertreppensturz in seinem Haus in Ludwigshafen-Oggersheim ein schweres Schädel-Hirn-Trauma. Die Folgen des Unfalls überwand er bis zu seinem Tod nicht.

### Disput um Kohl-Dokumente 2014
Maike Kohl-Richter hat das alleinige Verfügungsrecht über seinen Nachlass. Sie kündigte bereits 2014 in einem Interview mit der Süddeutschen Zeitung an: „Mein Mann hat festgelegt, dass ich für ihn sorgen sollte, falls er das einmal nicht mehr selber könnte, und dass ich die alleinige Entscheidungsbefugnis über seinen historischen Nachlass haben sollte.“ Im selben Interview erklärte sie: „Ich bin nicht in der Lage, den historischen Nachlass meines Mannes alleine zu verwalten. Das wäre eine absurde Vorstellung. Mein Mann und ich denken seit Längerem darüber nach, wie sichergestellt werden kann, dass sein Nachlass sicher in die Zukunft getragen wird und in die richtigen Hände kommt.“
Der ehemalige CDU-Ministerpräsident Bernhard Vogel, Ehrenvorsitzender der Konrad-Adenauer Stiftung, hielt 2014 am Rechtsanspruch seiner Institution auf die Akten fest: „Für mich besteht kein Konflikt, sondern eine ganz klare Situation: Die Adenauer-Stiftung hat 1998 Akten zur Verwahrung übernommen und hat auf Bitten von Helmut Kohl, mit dem auch der Vertrag über die Verwahrung seinerzeit abgeschlossen worden ist, diese Akten Kohl wieder zur Verfügung gestellt, bei seiner Absicht, den vierten Band seiner Memoiren schreiben und vollenden zu können. Gehe aber davon aus, dass danach die Akten wieder zur Verwahrung in die Adenauer-Stiftung zurückkehren.“
Ebenfalls in diesem Jahr erklärte Holthoff-Pförtner, Kohl habe ihn gebeten, bekannt zu geben, dass nach dessen Tod eine Stiftung eingerichtet werden wird, die dessen „geistiges und politische Erbe“ bewahren soll.

### Nach dem Tod Helmut Kohls
Nach dem Tod von Helmut Kohl am 16. Juni 2017 stellte sich für die Familie, seine Weggefährten und Historiker die Frage, was mit seinem Nachlass passiert. Der Leiter des Bundesarchivs, Michael Hollmann, wandte sich am 21. Juni 2017 in einem Brief an Maike Kohl-Richter und bot im Anschluss an Kondolenzbekundungen seine Unterstützung bei der Regelung des schriftlichen Nachlasses an. Er stelle Kohl-Richter die Herausgabe privater Unterlagen anheim. In deutlichen Worten forderte er laut Welt am Sonntag, die „Weiterleitung“ des staatlichen Schriftgutes. Die Witwe solle die Unterlagen über das Bundeskanzleramt an das Bundesarchiv weiterreichen.
Hollmann hatte zuvor in einem Interview mit der ARD den Stellenwert des Nachlasses von Kohl betont: „Es kommt nicht zuletzt auch auf unsere Unterlagen an, dass man auch in 500 Jahren noch in der Lage ist, sich ein Bild zu machen.“

## Bewertung
Christian Mayer schrieb in der Süddeutschen Zeitung nach Kohls Tod: „Allerdings ist es nicht ganz ungewöhnlich, dass eine Witwe nach dem Tod ihres Mannes die Deutungshoheit über sein Leben an sich reißt, als letzte Insiderin, die es als ihre heilige Pflicht ansieht, ein nur ihr offenbartes Vermächtnis gegen alle äußeren Feinde zu verteidigen. Menschen, die dem zuletzt schwer kranken Helmut Kohl nahestanden, hatten geahnt, was nach seinem Tod passieren würde.“ Schließlich hätte Maike Kohl-Richter dies bereits 2014 angekündigt.
„Die alleinige Entscheidungsbefugnis: Das ist im Fall einer historisch bedeutsamen Person wie Helmut Kohl, der zwei Söhne aus seiner ersten Ehe mit Hannelore Kohl hat, ein gewagter Geltungsanspruch, den selbst Außenstehende als Provokation empfinden“, schrieb Mayer weiter.